# 国家保安人民委員部
国家保安人民委員部（こっかほあんじんみんいいんぶ）は、ソビエト連邦のヨシフ・スターリン政権下で政治警察、諜報機関を統括した人民委員部。エヌカーゲーベーと略称され、キリル文字では НКГБ (Народный комиссариат государственной безопасности) と、ラテン文字表記では NKGB と表記される。
内務人民委員部 (NKVD) の国家保安総局（国家政治保安部の後継）を母体とし、1941年2月～7月、1943年～1946年の間、NKVDから分離独立して存在した。両期間とも、国家保安人民委員はフセヴォロド・メルクーロフが担任した。後のソビエト連邦国家保安省 (MGB) 、ソ連国家保安委員会 (KGB) の母体となった。

## 概要
1941年2月3日、ソ連最高会議幹部により、NKVDとNKGBの分離に関する命令が採択された。国家保安人民委員にはメルクーロフが任命された。この際、NKVD国家保安総局の特別課（後のスメルシ）は、国防人民委員部第3局、海軍人民委員部第3課、NKVD第3課に改編された。
1941年7月20日、ソ連最高会議幹部会令により、NKVDとNKGBが統合された。メルクーロフは第一副内務人民委員となった。
1943年4月14日、ソ連最高会議幹部会により、NKVDとNKGBが再び分離された。国家保安人民委員にはメルクーロフが再任された。
1946年3月19日、ソ連閣僚会議設置に基づき、NKGBは国家保安省となった。国家保安相にはメルクーロフが任命された。

## 機構
設立直後（1941年2月26日）の機構。
- 情報局
- 防諜局
- 秘密政治局
- 取調班
- モスクワ・クレムリン警備局
  - 第1課（政府警備）
  - 第2課（登録・統計）
  - 第3課（捜索・逮捕・外部監視）
  - 第4課（作戦技術）
  - 第5課（暗号）
- 人事課
- 秘書局
  - 行政経済・会計課